# Inlands Fräkne tingslag
Inlands Fräkne tingslag var före 1928 ett tingslag i Göteborgs och Bohus län i Inlands domsaga (från 1857). Tingsplatser var i Grohed utanför Uddevalla.
Tingslaget omfattade häraderna Inlands Fräkne härad. 
Tingslaget bildades 1681 och uppgick 1 januari 1928 i Inlands norra tingslag.